# 麥凱勒 (阿拉巴馬州)
麥凱勒（英語：McCalla）是一個位於美國阿拉巴馬州傑佛遜縣的非建制地區。該地的面積和人口皆未知。

## 地理
麥凱勒的座標為33°20′55″N 87°00′51″W / 33.34861°N 87.01417°W，而該地的平均海拔高度為155米（即509英尺）。